# Patrik Johannesen
Patrik Johannesen (ur. 7 września 1995) – farerski piłkarz występujący na pozycji napastnika w klubie Knattspyrnudeild Keflavík oraz w reprezentacji Wysp Owczych.

## Kariera reprezentacyjna
W reprezentacji Wysp Owczych zadebiutował w 2017.